# Aeroportul Senanga
Aeroportul Senanga (IATA: SXG, ICAO: FLSN) este un aeroport din Zambia ce deservește zona Senanga. A fost numit după zona deservită.
Situat la o altitudine de 1.027 m, aeroportul dispune de o singură pistă.